# 金賢泰
金 賢泰（キム・ヒョンテ、ハングル表記：김현태、1967年9月20日 - ）は、大韓民国の韓国放送公社 (KBS) 所属のアナウンサー。延世大学校心理学科を卒業し、1993年にKBSに採用され入局した。野球などの実況中継を担当し、『スポーツハイライト』などの番組の司会を務めた。2018年2月に開催された平昌冬季オリンピックではアイスホッケーの実況中継を担当した。
2003年に韓国アナウンサー連合会事務局長に就任した。2005年12月に開催された韓国アナウンサー大会でアナウンサークラブ賞を受賞した。2018年4月にKBSアナウンサー室の室長に就任した。